# Lady Slipper
Lady Slipper est une ancienne municipalité rurale dans le comté de Prince de l'Île-du-Prince-Édouard, Canada, au sud-est d'O'Leary.
Le 28 septembre 2018, la municipalité fusionne avec Ellerslie et devient Central Prince.